# Claude-Théophile Duchapt
 (juin 2023).
Si vous disposez d'ouvrages ou d'articles de référence ou si vous connaissez des sites web de qualité traitant du thème abordé ici, merci de compléter l'article en donnant les références utiles à sa vérifiabilité et en les liant à la section « Notes et références ».
Pour l’article homonyme, voir Marie Madeleine Duchapt.
Claude-Théophile Duchapt (né le 5 juillet 1802 à Bourges où il est décédé le 23 avril 1858) est un magistrat français.

## Biographie
Avocat, conseiller de la préfecture du Cher, juge au tribunal de Bourges et conseiller à la cour de Bourges, il est auteur de travaux de jurisprudence, sur les peines à appliquer aux duels (1837), de débilité et à d'autres délits, d'une Lettre anonyme à Lammenais, signée « Un Homme-potence », et d'un recueil de fables (Bourges, 1850). 